# عمر زیی
امدرزیی (به انگلیسی: Umerzai) یک شهرک در پاکستان است که در شهرستان چهارسده واقع شده‌است.